# Леонтий (Бартошевич)
Епи́скоп Лео́нтий (в миру Лев Ю́рьевич Бартоше́вич; 14 сентября (27 сентября) 1914, Петроград, Российская империя — 19 августа 1956, Женева, Швейцария) — епископ Русской православной церкви заграницей, с 1950 года — епископ Женевский, викарий Западно-Европейской епархии. Брат сменившего его на кафедре архиепископа Антония (Бартошевича).

## Биография
Родился 14 (27) сентября 1914 года в Санкт-Петербурге. Родители Юрий (Георгий) Владимирович Бартошевич — военный инженер, полковник Императорской армии и Ксения Николаевна, урождённая Тумковская. Младенца крестили 28 сентября (11 октября) 1914 года также в церкви благоверного великого князя Александра Невского при Втором кадетском корпусе. Обряд совершил протоиерей Михаил Союзов, при диаконе Михаиле Пальмове. Восприемниками при крещении стали: дядя со стороны отца действительный статский советник Иосиф Владимирович Бартошевич и тётя со стороны матери Татьяна Николаевна Тумковская.
Во время Гражданской войны отец сражался на стороне Добровольческой армии, эмигрировал в Сербию. Мать с детьми смогли присоединиться к главе семейства в 1924 году, выехав из СССР сначала в Германию, а затем в Белград.
В 1932 году окончил Первую русско-сербскую гимназию в Белграде. В 1938 году окончил Богословский факультет Белградского университета (15 марта защитил диплом) и в том же году — Музыкальную академию.
Был певчим русской Свято-Троицкой церкви в Белграде, где обучался обучались уставу и напевам.
В 1941 году в монастыре Туман пострижен в мантию с именем Леонтий в честь святителя Леонтия, епископа Ростовского. Вместе с ним был пострижен его брат.
После диаконской и священнической хиротонии, совершённых над ним в том же году митрополитом Анастасием (Грибановским), служил в белградской Троицкой церкви.
В 1943 году был назначен в клир Крестовоздвиженской церкви в Женеве, с 1944 года — настоятель этой церкви.
В 1944 году возведён в сан игумена, в 1945 году — в сан архимандрита.
С 1946 года — благочинный приходов в Швейцарии.
С 1949 года — член Епархиального совета Западно-Европейской епархии Русской Зарубежной Церкви (РЗЦ).
В 1949 году был участником Епархиального съезда в Риве (департамент Луара).
24 сентября 1950 года хиротонисан в епископа Женевского, викария Западно-Европейской епархии Русской Зарубежной Церкви. Временно управлял Западно-Европейской епархией до прибытия туда 8 июля 1951 года архиепископа Иоанна (Максимовича). После вступления архиепископа Иоанна управлял Швейцарским викариатом в составе Швейцарии и Триестской области.
Скончался от гриппа в Женеве 19 августа 1956 года в возрасте 42 лет. Похоронен по особому разрешению швейцарских властей у правой стены Крестовоздвиженского собора.
По словам первоиерарха РПЦЗ митрополита Анастасия (Грибановского).

Мы возлагали на него большие надежды, когда ряды наши редели. Это был ученик приснопамятного Блаженнейшего Митрополита Антония. От него он воспринял дух строгой церковности, любовь к монашеской жизни и ревность к соблюдению устава богослужения, что имело особенное значение в таком месте, как Женева. Ему легко было осуществить это, ибо Женева отличается благолепным храмом, известным всем, кто посещает этот город, как его достопримечательность. Там расцвела церковная жизнь. Женева центр, где сплетается множество международных отношений и где главный центр т.наз. экуменизма, с которым нам так часто приходится встречаться. Он обладал общими дарованиями, к которым относится и то, что он блестяще владел французским языком, чем облегчалось сношение с внешним миром. Его преждевременная кончина явилась печальным событием для всего этого города. На его похороны собрались и высшие представители Кантона и делегаты почти всех церковных организаций. Если принять во внимание это и слёзы его паствы, то понятно будет, какую тяжелую утрату мы понесли в лице Преосвященного Леонтия.